# Landschapsfotografie

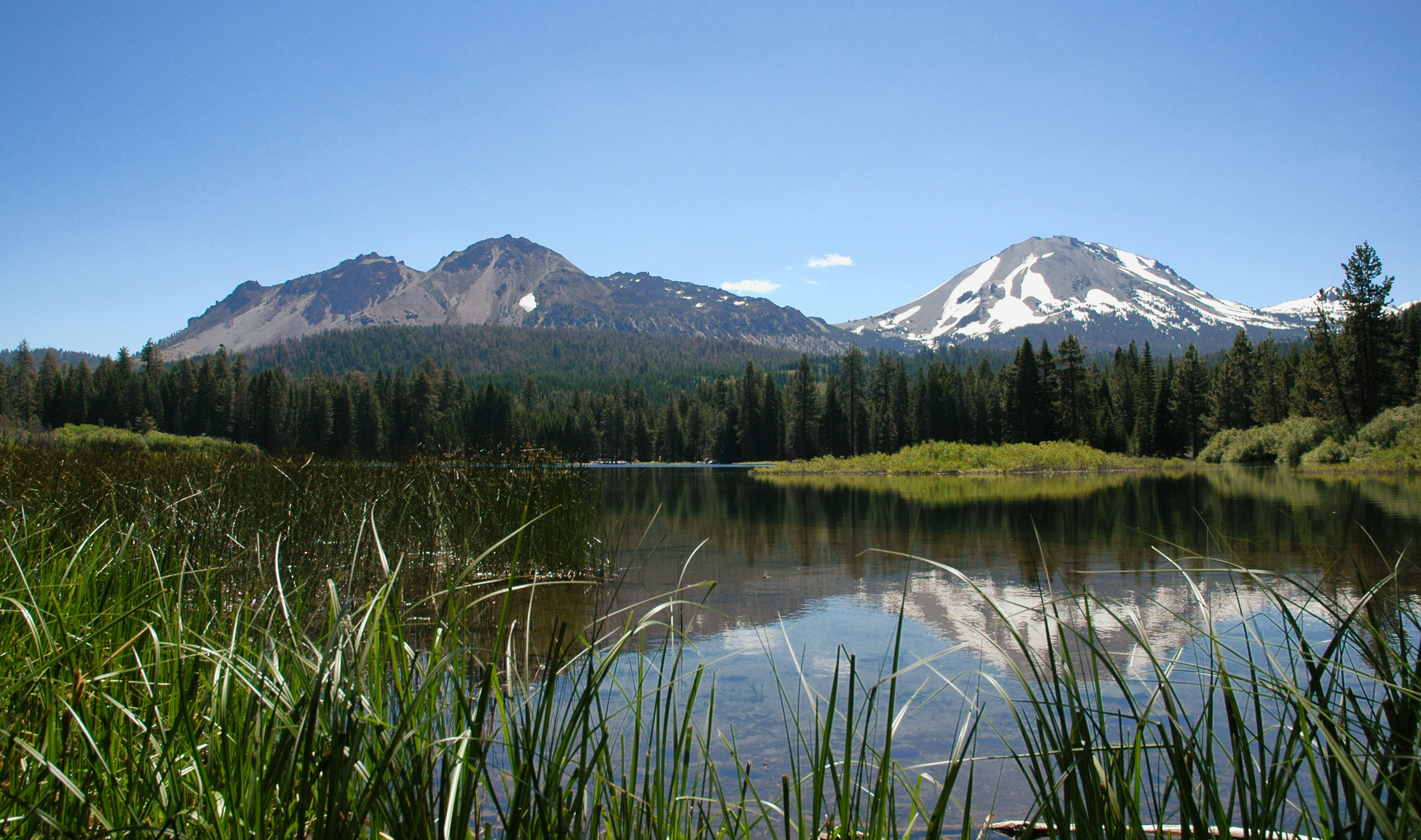
Zicht op de Chaos Crags en Lassen Peak vanop de oever van Manzanita Lake in Lassen Volcanic National Park (Californië) - foto door DimiTalen.

Landschapsfotografie is een vorm van natuurfotografie waarbij het in beeld brengen van het landschap centraal staat.
De mens maakt slechts zelden deel uit van het gefotografeerde tafereel. Omdat in bijvoorbeeld West-Europa het landschap door de mens ingrijpend is veranderd, gaat het in die streken vaak om een cultuurlandschap waarbij elementen worden getoond (gebouwen, bruggen enzovoorts) die niet tot de natuur behoren. Een verwant genre dat echter niet meer tot de natuurfotografie wordt gerekend, is cityscape, het fotograferen van door de mens gemaakte constructies in de openbare ruimte.
Typische onderwerpen voor dit fotografiegenre zijn weidse panorama's en landschappen in verschillende seizoenen. Bij landschapsfotografie gaat het meestal om stilstaande onderwerpen, waardoor het kan worden beschouwd als een vorm van stilleven. De grens met andere genres van natuurfotografie, zoals luchtfotografie of wildlifefotografie, is soms moeilijk te trekken.